# Cinnabon
Cinnabon es una cadena estadounidense de kioscos de repostería anteriormente operadas por AFC Enterprises, y al 2004 es operada por FOCUS Brands, Inc. Su especialidad principal es el rollo de canela. También es conocida por vender cafés de diferentes sabores con crema y licuados.
Cinnabon abrió su primera tienda en Seattle, Washington en el suburbio de Federal Way, Washington el 4 de diciembre de 1985 como un kiosco de repostería en el centro comercial Sea Tac Mall. Este kiosco empezó a vender su original Cinnabon Classic. Desde ese entonces, Cinnabon ha evolucionado en una cadena de franquicia. La primera franquicia abrió en agosto de 1986 en Filadelfia. A diciembre de 2007, la cadena tenía más de 650 kioscos de repostería en más de 30 países alrededor del mundo.
En Hispanoamérica se encuentra presente en Bolivia, Chile, Colombia, Costa Rica, Ecuador, Guatemala, Honduras, México, Panamá, Paraguay, Perú, Puerto Rico, República Dominicana y Venezuela.
Los kioscos de Cinnabon, por lo regular, son construidos en zonas con mucho tráfico de personas tales como los centros comerciales. En 1991, abrió el primer Cinnabon fuera de un centro comercial en el Aeropuerto del Condado de Wayne en Detroit. Hoy en día, las tiendas Cinnabon pueden ser encontradas incluso en las bases militares, campus universitarios, estaciones férreas, casinos y parques temáticos.

## Productos

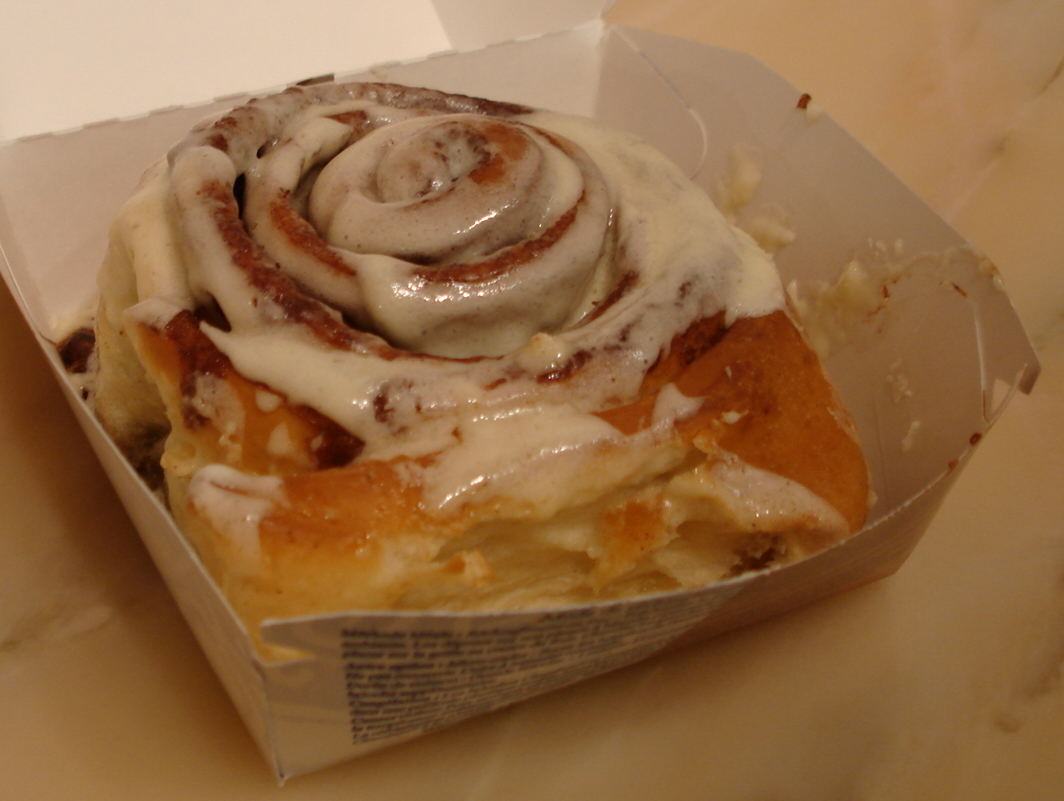
Un rollo de canela clásico de Cinnabon.

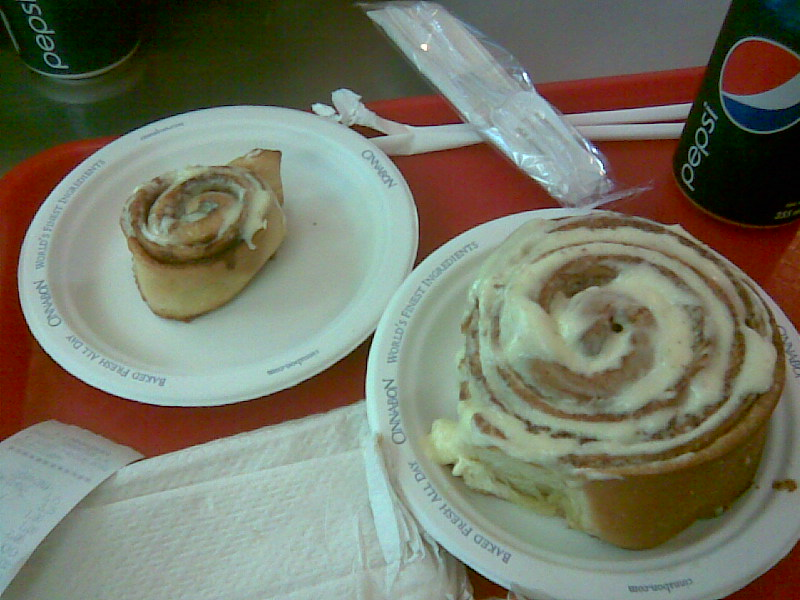
Minibon junto a un Cinnabon Classic.

### Panadería
- Cinnabon Classic - el rollo de canela original de Cinnabon.
- Minibon - Una versión más pequeña del Cinnabon Classic.
- Minibites o Cinnabites - versión del tamaño de un bocado del Cinnabon Classic, presentada en paquetes de seis unidades.
- Caramel Pecanbon - el clásico rollo de canela de Cinnabon, cubierto de caramelo y pacanas.
- Pecanbon Bites - versión del tamaño de un bocado del rollo Pecanbon.
- CinnabonStix - palitos de masa danesa cubiertos con canela y azúcar, se sirven acompañados del clásico glaseado de queso crema de Cinnabon.
- Churro - Churro relleno de canela makara.
- CinnaPretzel - pretzel con un rollo de canela en su parte inferior (no disponible en todos los locales).
- CinnaPacks - rollos de canela empacados para llevar. Pueden calentarse en horno o en microondas.
- Cupcakes - pastelillos, introducidos al menú en 2010 (producto descontinuado).
- Center of the roll - centros de rollo disponibles en los sabores clásico y pecanbon, se sirven acompañados del clásico glaseado de queso crema de Cinnabon.[1]

### Bebidas
- MochaLatta Chill - bebida congelada de chocolate y café.
- CarameLatta Chill - bebida congelada de caramelo y café (producto descontinuado).
- Chillatta - bebida congelada. Disponible en los sabores: Chocolate Mocha, Strawberry, Strawberry Banana y Tropical Blast.

## Información nutricional
Tamaño de la porción 1 rollo (221.0 g)

Cantidad por porción

Calorías 880

Calorías de la grasa 320

Grasa Total 36g

Carbohidratos Totales 127g

Fibra Dietética 2g